# ۲۶ ژانویه
۲۶ ژانویه در تقویم گرگوری، بیست و ششمین روز سال است. ۳۳۹ روز (در سال‌های کبیسه ۳۴۰روز) تا پایان سال باقی است.

## مناسبت‌ها
- روز جهانی گمرک

## رویدادها
- ۱۳۴۰ – ادوارد سوم انگلستان پادشاه فرانسه می‌شود.
- ۱۵۰۰ – ویسنت یانیز پینزون اولین اروپایی می‌شود که پا به خاک برزیل می‌گذارد.
- ۱۵۳۱ – زمین‌لرزه‌ای در لیسبون، پرتغال هزار کشته برجای می‌گذارد.
- ۱۵۶۴ – دوک‌نشین بزرگ لیتوانی طی نبرد اولا روسیه تزاری را در جنگ لیوونی شکست می‌دهد.
- ۱۶۹۹ – پیمان کارلویتز که به موجب آن عثمانیها بخش اعظم مجارستان، بوسنی و هرزگوین و کروآسی را به امپراتوری هابسبورگ واگذاردند. ترانسیلوانی همچنان مستقل باقی‌ماند؛ اگرچه، توسط فرمانداری اتریشی اداره می‌شد. ناحیه پادولیا به همراه قلاع نظامی کامیانتس-پودیلسکیی به لهستان بازگردانده شد. ونیز بخش اعظم دالماسی به همراه کلیه پلوپونز را از امپراتوری عثمانی گرفت.
- ۱۸۳۷ – میشیگان ۲۶مین ایالت آمریکا می‌شود.
- ۱۸۴۱ – قوای بریتانیایی رسماً هنک هنگ را اشغال کردند که بعدها چین آن را باز پس گرفت.
- ۱۸۸۵ – نیروی وفادار به محمد مهدی انقلابی سودانی خرطوم را تصرف و فرماندار انگلیسی آن را کشتند.
- ۱۹۱۵ – تصویب کوه راکی به عنوان پارک ملی توسط کنگره ایالات متحده آمریکا.
- ۱۹۲۴ – سن پترزبورگ، روسیه به لنینگراد تغییر نام میابد.
- ۱۹۲۰ – تأسیس لینکلن موتور کمپانی.
- ۱۹۳۹ – نیروی سلطنت طلب ژنرال فرانکو در طول جنگ داخلی اسپانیا و با کمک نظامی ایتالیا بارسلون را تصرف کردند.
- ۱۹۴۲ – جنگ جهانی دوم: اولین نیروهای آمریکایی به اروپا (ایرلند شمالی) می‌رسند.
- ۱۹۶۲ – پروژه فضایی رنجر: رنجر ۳ برای مطالعه روی ماه پرتاب می‌شود. این کاوشگر فضایی بعدها از ۳۵٬۴۰۰ ماه می‌گذرد.
- ۱۹۶۳ – همه پرسی اصول شش‌گانه انقلاب سفید شاه و ملت و تصویب ان از جانب ملت.
- ۱۹۶۵ – هندی زبان رسمی هندوستان می‌شود.
- ۱۹۸۰ – اسرائیل و مصر روابط دیپلماسی برقرار می‌کنند.
- ۱۹۸۲ - اتحادیه کمونیست‌های ایران که به شهر آمل در ایران و به قصد فتح کردن آن، حمله کرده بودند در درگیری با نیروهای طرفدار حکومت وقت، شکست خوردند.
- ۱۹۹۱ – محمد زیادباره رئیس دولت تمرکزگرای سومالی از قدرت کنار گذاشته و علی مهدی جانشین او شد.
- ۱۹۹۲ – بوریس یلتسین اعلام کرد روسیه تهدید شهرهای آمریکا را با جنگ‌افزار هسته‌ای متوقف خواهد کرد.
- ۱۹۹۸ – رسوایی جنسی بیل کلینتون: در تلویزیون آمریکا بیل کلینتون، رئیس‌جمهور آمریکا، به داشتن «رابطه جنسی» با مونیکا لوینسکی، انترن کاخ سفید، اعتراف می‌کند.
- ۲۰۰۱ – زمین‌لرزه‌ای در گجرات، هند رخ داده و بیش از ۲۰٬۰۰۰ کشته برجای می‌گذارد.
- ۲۰۰۴ – حامد کرزی، رئیس‌جمهور افغانستان، قانون اساسی جدید این کشور را امضا می‌کند.
- ۲۰۱۱ – آغاز جنگ داخلی سوریه
- 2023-منتشر شدن تیکن ۸

## زادروزها
- ۱۴۶۷ - گیوم بوده، نویسنده فرانسوی (م. ۱۵۴۰)
- ۱۷۱۵ - کلود آدرین هلوسیوس، فیلسوف فرانسوی (م. ۱۷۷۱)
- ۱۷۶۳ - کارل چهاردهم، پادشاه سوئد و نروژ (م. ۱۸۴۴)
- ۱۸۰۴ - اوژن سو، نویسنده فرانسوی (م. ۱۸۵۷)
- ۱۸۴۰ - ادوارد وایانت، سیاستمدار فرانسوی (م. ۱۹۱۵)
- ۱۸۴۲ - فرانسوا کوپه، نویسنده و شاعر فرانسوی (م. ۱۹۰۸)
- ۱۸۷۶ - چارلز سیدنی اسمیت، بازیکن واترپلو انگلیسی (م. ۱۹۵۱)
- ۱۸۸۰ - داگلاس مک‌آرتور، دیکتاتور پیشین رومانی (م. ۱۹۶۴)
- ۱۸۸۴ - ادوارد ساپیر، ژنرال آمریکایی (م. ۱۹۳۹)
- ۱۹۰۴ - شان مک‌براید، سیاستمدار، فعال حقوق بشر ایرلندی، رئیس ارتش جمهوری‌خواه ایرلند و وزیر اسبق امور خارجه ایرلند (م. ۱۹۸۸)
- ۱۹۰۸ - استفان گراپلی، ویولونیست فرانسوی (م. ۱۹۹۷)
- ۱۹۱۱ - پولیکارپ کوش، فیزیک‌دان آمریکایی-آلمانی (م. ۱۹۹۳)
- ۱۹۱۲ - هوارد دبلیو کانن، سیاستمدار آمریکایی، سناتور آریزونا (م. ۲۰۰۲)
- ۱۹۱۸ - نیکلای چائوشسکو، سیاستمدار کمونیست رومانیایی، دبیر کل حزب کمونیست رومانی، رئیس‌جمهور رومانی (م. ۱۹۸۹)
- ۱۹۱۹ - والنتینو مازولا، فوتبالیست ایتالیایی (م. ۱۹۴۹)
- ۱۹۲۱ - آکیو موریتا، مدیر، بازرگان و کارآفرین ژاپنی (م. ۱۹۹۹)
- ۱۹۲۲ - گیل مریک، فوتبالیست انگلیسی (م. ۲۰۱۰)
- ۱۹۲۵ - پل نیومن، بازیگر و کارگردان آمریکایی (م. ۲۰۰۸)
- ۱۹۲۷ - ویک میس، فوتبالیست بلژیکی (م. ۲۰۱۲)
- ۱۹۴۴ - آنجلا دیویس، فعال سیاسی آمریکایی
- ۱۹۴۵ - چارلی لوبت، فوتبالیست فرانسوی
- ۱۹۴۵ - ژاکلین دوپره، نوازنده انگلیسی (م. ۱۹۸۷)
- ۱۹۴۷ - مارک دیتون، سیاستمدار، سناتور مینه‌سوتا
- ۱۹۴۹ - لیندا لاولیس، بازیگر صنعت پورنوگرافی آمریکایی (م. ۲۰۰۲)
- ۱۹۵۱ - البیو سیرس، سیاستمدار آمریکایی
- ۱۹۵۲ - ادریس دبی، سیاستمدار چادی، رئیس‌جمهور چاد
- ۱۹۵۲ - ماریو رونکو جونیور، فضانورد آمریکایی
- ۱۹۵۳ - آندرس فوگ راسموسن، سیاستمدار دانمارکی، نخست‌وزیر دانمارک، دبیرکل ناتو
- ۱۹۵۵ - ادی ون هیلن، آهنگ‌ساز و گیتاریست هلندی
- ۱۹۵۸ - الن دی‌جنرس، مجری تلویزیون و کمدین آمریکایی
- ۱۹۵۸ - جیان پیرو گاسپرینی، فوتبالیست و مربی ایتالیایی
- ۱۹۵۸ - زاویر بکرا، سیاستمدار آمریکایی، سناتور کالیفرنیا
- ۱۹۵۹ - اروین فاندنبرگ، فوتبالیست بلژیکی
- ۱۹۵۹ - نوری بیلگه جیلان، کارگردان و عکاس ترک
- ۱۹۶۳ - ژوزه مورینیو، فوتبالیست و مربی پرتغالی
- ۱۹۶۴ - عالیه شعیب، هنرمند تجسمی، شاعر و نویسندهٔ کویتی.[۱]
- ۱۹۷۳ - برندان راجرز، مربی ایرلندی
- ۱۹۷۶ - ویلی ادلر، گیتاریست آمریکایی (لمب آو گاد)
- ۱۹۷۷ - وینس کارتر، بسکتبالیست آمریکایی
- ۱۹۸۱ - گوستاوو دودامل، رهبر ارکستر و آهنگساز ونزوئلایی
- ۱۹۸۴ - گژگوش ویتکوویاک، فوتبالیست لهستانی
- ۱۹۸۶ - تیاگو پریرا، شناگر برزیلی
- ۱۹۸۶ - شانتل مالاوسکی، کشتی‌کج‌کار کانادایی
- ۱۹۸۶ - کیم جه جونگ، خواننده، بازیگر، آهنگ ساز و کارگردان کره‌ای
- ۱۹۸۷ - سباستین جووینکو، فوتبالیست ایتالیایی
- ۱۹۸۷ - مارلون ماریو براندو دا سیلویرا، فوتبالیست برزیلی
- ۱۹۸۸ - روسلان آلبگوف، وزنه‌بردار روس
- ۱۹۸۹ - لین کینگ‌فینگ، وزنه‌بردار چینی
- ۱۹۹۱ - آلکس ساندرو، فوتبالیست برزیلی
- ۱۹۹۳ - کامرون برایت، بازیگر کانادایی
- ۱۹۹۴ - مهدی بهمنی، اهل بابل، ایران
- ۲۰۰۸ – پاول هشت‌پا، هشت‌پای انگلیسی

## مرگ‌ها
- ۴۵۷ - مارسیانوس، امپراتور بیزانس (۳۹۶)
- ۱۸۲۳ – ادوارد جنر، فیزیکدان انگلیسی (ت. ۱۷۴۹)
- ۱۸۲۴ – تئودور ژریکو، نقاش فرانسوی (ت. ۱۷۹۱)
- ۱۸۵۵ – ژرار دو نروال، شاعر فرانسوی (ت. ۱۸۰۸)
- ۱۸۸۶ – دیوید رایس اچیسون، ژنرال و سیاستمدار آمریکایی (ت. ۱۸۰۷)
- ۱۸۹۱ – نیکلاوس اتو، مهندس آلمانی، مخترع موتور درون‌سوز (ت. ۱۸۳۳)
- ۱۹۴۳ – نیکلای واویلف، گیاه‌شناس روس (ت. ۱۸۸۷)
- ۱۹۶۲ – لوچیانوی خوش‌شانس، گانگستر آمریکایی (ت. ۱۸۹۷)
- ۱۹۷۳ – ادوارد جی. رابینسون، بازیگر آمریکایی (ت. ۱۸۹۳)
- ۲۰۱۱ – چارلی لووین، خواننده، ترانه‌سرا و گیتاریست آمریکایی (برادران لووین) (ت. ۱۹۲۷)
- ۲۰۲۰ ــ کوبی برایانت،بازیکن بسکتبال‌ آمریکایی(ت. ۱۹۷۸)

## اعیاد و مراسم‌ها
- روز ملی استرالیا (استرالیا)
- روز دوآرته (جمهوری دومینیکن)
- روز استقلال (اوگاندا)
- روز جمهوری هند (هند)

## جستارهای ویژه
- ویکی‌پدیا:یادبودهای برگزیده/۲۶ ژانویه